# Dylan de Bruycker
Dylan de Bruycker (Gent, 5 december 1997) is een Filipijns-Belgisch voetballer die sinds 2020 uitkomt voor Ayutthaya United. De Bruycker is een middenvelder.

## Clubcarrière
De Bruycker werd geboren in Gent als zoon van een Belgische vader en een Filipijnse moeder. Hij genoot zijn jeugdopleiding bij AA Gent, Club Brugge en Zulte Waregem. Toen zijn contract bij Zulte Waregem in 2017 afliep, besloot de Bruycker zijn voetbalcarrière verder te zetten in het land van zijn moeder. Hij sloot zich aan bij Davao Aguilas FC, waar hij in januari 2019 werd opgepikt door regerend landskampioen Ceres-Negros FC.

## Interlandcarrière
De Bruycker kwam uit voor de Belgische U15, U16 en U17. In 2017 maakte hij de overstap naar het nationale elftal van de Filipijnen.